# Gradac kod Rodijelja (Foča, BiH)
Gradac je naseljeno mjesto u općini Foča, Republika Srpska, BiH. Nalazi se na sjevernoj obali rijeke Male rijeke, kod njena ušća u Kolinu, koja istočno od Gradca teče prema jugu, a od ušća prema jugoistoku.
Zapadno su Derolovi, sjeverozapadno je Kolun, sjeverno je Rodijelj, sjeverozapadno je Marevo, jugoistočno je Kozja Luka, a jugozapadno Anđelije.
Godine 1962. Gradac je spojen s naseljem Šukovac u naselje Gradac na Drini. (Sl.list NRBiH, br.47/62). 
Na sljedećim popisima pojavljuje se Gradac.

## Stanovništvo
| Narod     | Popis 1961. | Popis 1971. | Popis 1981. | Popis 1991. |
| --------- | ----------- | ----------- | ----------- | ----------- |
| Hrvati    |             |             |             |             |
| Muslimani | 11          | 265         | 243         | 316         |
| Srbi      | 263         | 116         | 69          | 67          |
| ostali    | 11          | 2           | 43          | 21          |
| Ukupno    | 285         | 383         | 355         | 404         |